# كريستيان شورت
كريستيان شورت (بالإنجليزية: Christian Short)‏ هو لاعب اتحاد الرغبي بريطاني، ولد في 15 نوفمبر 1979 في نيوكاسل أبون تاين في المملكة المتحدة.

## وصلات خارجية
- كريستيان شورت على موقع ItsRugby.co.uk (الإنجليزية)